# 吉米·阿倫
吉米·阿倫（英語：Jamie Allen；1995年1月29日—）是一位英格蘭足球運動員。在場上的位置是中場。他現在效力於英冠球隊考文垂。

## 外部連結
- 足球数据库：吉米·阿倫的球员统计数据